# Otto Donner (Linguist)

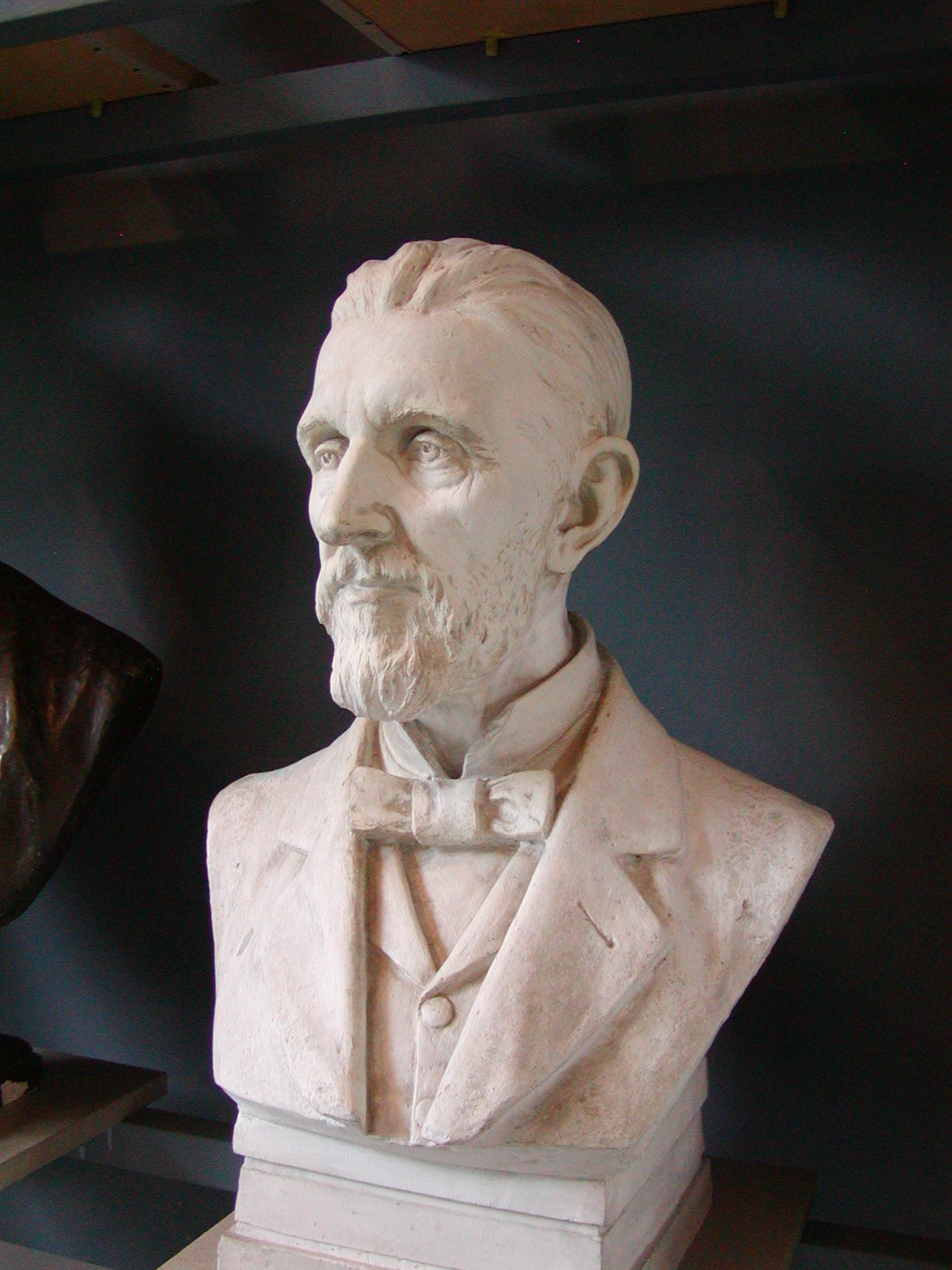
Büste von Otto Donner, angefertigt von Walter Runeberg

Otto Donner (* 15. Dezember 1835 in Gamlakarleby; † 17. September 1909 in Helsingfors) war ein finnlandschwedischer Sprachwissenschaftler und Politiker. Er war von 1875 bis zu seinem Tod Professor an der Universität Helsinki und 1883 maßgeblich an der Gründung der Finnisch-Ugrischen Gesellschaft beteiligt. Zwischen 1877 und 1905 war er Mitglied des Reichstages und von 1905 bis 1908 Ausbildungsminister.
Trotz seiner schwedischen Muttersprache war Donner Anhänger der sogenannten Fennomanie, die sich für den Ausbau des Finnischen als Nationalsprache einsetzte.

## Leben
Otto Donner wurde in der Provinz Österbotten geboren und war Mitglied einer wohlhabenden finnlandschwedischen Familie, die im Großfürstentum Finnland an Einfluss gewann. Mehrere Familienmitglieder spielten im Laufe der Zeit eine bedeutende Rolle für die finnische Politik und Kultur. Seine Eltern waren der Reeder Kommerzienrat Andreas Donner und Olava Matilda Dahlström. Donners Söhne waren der Finanzexperte und Botschafter Ossian Donner und der Sprachwissenschaftler Kai Donner. Der britische Parlamentsabgeordnete Sir Patrick William Donner, die Wissenschaftler Kai Otto Donner und Joakim Donner sowie der Schriftsteller und Politiker Jörn Donner sind seine Enkelsöhne.
Donner starb in der Hauptstadt Helsingfors, wo er auf dem Friedhof Hietaniemi begraben liegt.

## Donners Werk als Sprachwissenschaftler

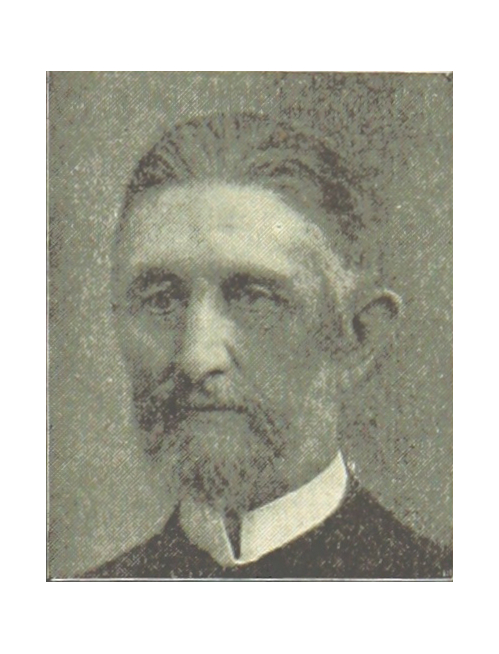
Otto Donner auf einer Fotografie

Otto Donner begann sein Studium der Finnischen Sprache und Modernen Literatur an der Kaiserlichen Alexander Universität in Finnland (heute Universität Helsinki) 1857 und erreichte 1861 den Lizenziatabschluss. Nebenbei lernte er Sanskrit. Als Student war er fasziniert von Matthias Alexander Castréns Ansatz, die uralische Sprachgeschichte mit den Methoden der historisch-vergleichenden Sprachwissenschaft zu untersuchen. 1864 wurde er in Helsinki mit einer Dissertation über Die Vorstellungen der Inder über die Erschaffung der Welt, verglichen mit denen der Finnen (1863) promoviert. Die Arbeit vergleicht die Epen Mahābhārata und Kalevala. Danach setzte er seine Studien in Sanskrit und Linguistik an den Universitäten in Berlin, Tübingen, Paris und London fort. 1870 wurde Donner von der Universität Helsinki zu Finnlands erstem Privatdozenten in Sanskrit und Vergleichender Sprachwissenschaft ernannt. 1875 wurde er an die gleiche Universität als außerordentlicher Professor ("Extra Ordinarie") für Sanskrit und Indogermanistik berufen.
Obwohl sich Donner in seiner frühen Forschung vor allem mit Indologie beschäftigte, richtete sich sein Interesse seit seiner Dissertation auch auf die finnische Urgeschichte. Beeinflusst durch die erwachte finnische Nationalbewegung führte ihn seine Forschung immer mehr auf das Gebiet der finnougrischen und sogar ural-altaischen Sprachen. Dieses Interesse findet ebenfalls Ausdruck in den von Donner angeregten – und sogar privat finanzierten – wissenschaftlichen Expeditionen nach Zentralasien, deren Resultate er in mehreren Büchern veröffentlichte.
Unter seinen weiteren wichtigen Arbeiten in der Uralistik muss Die gegenseitige Verwandtschaft der finnisch-ugrischen Sprachen (1880) genannt werden, in der er gegen Josef Budenz für eine nahe Verwandtschaft zwischen den samischen und ostseefinnischen Sprachen argumentiert. In der Schrift Om finnarnes forna boningsplatser i östra Ryssland (1875) (deutsch "Über die frühen Wohnorte der Finnen in Ostrussland") wandte er die Methoden der so genannten "linguistischen Paläontologie" an. Donner äußerte bereits 1878 die später allgemein akzeptierte Ansicht, dass der Stufenwechsel in finnougrischen Sprachen auf die uralische Protosprache zurückgeht. Auch für die Forschung zur finnischen Mythologie und Folklore war Donners Werk von Bedeutung, vor allem sein Buch Lieder der Lappen (1876), das Aufzeichnungen von Anders Fjellner verwendet. Sein dreibändiges Vergleichendes Wörterbuch der finnisch-ugrischen Sprachen (1874–1888) dagegen wurde von der späteren Forschung als wenig gelungen angesehen.
Zu seinen bedeutendsten Leistungen als finnischer Wissenschaftler gehört die Gründung der Finnisch-Ugrischen Gesellschaft 1883, die er viele Jahre lang als Vorsitzender leitete. Als eine der wichtigsten Aufgaben der Gesellschaft sah Donner in der systematischen Förderung von linguistischer Feldforschung zu den damals wenig oder noch gar nicht erforschten uralischen und benachbarten Völkern im asiatischen Teil Russlands. Er diente außerdem als Sekretär und Stellvertretender Vorsitzender der Finnischen Altertumsgesellschaft (schwedisch Finska fornminnesföreningen), deren Sammlungen in das später gegründete Finnische Nationalmuseum aufgenommen wurden.
Donners Forschung und Lehre hatten großen Einfluss auf die Arbeiten seiner damaligen Studenten und später sehr einflussreichen Wissenschaftler Eemil Nestor Setälä, Gustaf John Ramstedt, Heikki Paasonen, Artturi Kannisto, Julio Reuter und nicht zuletzt sein Sohn Kai Donner.

## Donners Rolle als Politiker
Von 1861 bis 1866 war Donner neben seiner wissenschaftlichen Arbeit als Redakteur für die Helsinkier Tageszeitung Helsingfors Tidningar tätig. Zwischen 1877 und 1905 war er Mitglied des Standes der Geistlichen (Prästeståndet) im Ständereichstag. Nach dem Finnischen Generalstreik von 1905 war er bis 1908 als Ausbildungsminister in Leo Mechelins Verwaltungskonzil für Finland tätig. In dieser Funktion machte er sich auch einen Namen als Gegner der versuchten Zwangsrekrutierung von Finnen in die Kaiserlich Russische Armee, wofür ihm sogar eine Geldstrafe auferlegt wurde.

## Schriften (Auswahl)
- 1863 Indernas föreställningar om verldsskapelsen, jemförda med finnarnes
- 1865 Das Personalpronomen in den altaischen Sprachen. I. Die finnischen Sprachen
- 1872 Öfversikt af den Finsk Ugriska sprakforskningens historia
- 1876 Lieder der Lappen
- 1892 Inscriptions de l'Iénisseï
- 1892 Wörterverzeichnis zu den Inscriptions de l'Iénisseï